# 第8空軍 (アメリカ軍)
第8空軍（だい8くうぐん、英語: Eighth Air Force）は、アメリカ空軍の航空軍の一つ。特に第二次世界大戦中の欧州戦線における対ドイツ戦略爆撃を行ったことで知られる。司令部はルイジアナ州バークスデール空軍基地。司令官職は少将をもって充てられるポストである。

## 歴史
1942年2月に前身のアメリカ陸軍航空軍第8爆撃軍団(VIII Bomber Command)がバージニア州で編成された。7月より主にイギリスを基地として、ドイツに対し昼間爆撃を行った。使用機材は、B-17爆撃機やB-24爆撃機およびその護衛戦闘機などである。1944年2月に編成が変更され、第8空軍となっている。最盛期には、2,000機以上の爆撃機と1,000機以上の戦闘機を保有していた。ドイツ空軍との戦闘で大きな損害を受けたが、ドイツの抗戦能力に打撃を与えることに成功し、その敢闘によりマイティ・エイス(Mighty 8th)と呼ばれるようになった。
第二次世界大戦後は戦略航空軍団の所属となり、1940年代後半にはB-29やB-36戦略爆撃機を保有していた。その後、B-52を装備し、ベトナム戦争に投入された。1991年の湾岸戦争にも第2爆撃航空団が参加している。1992年以降は、アメリカ空軍の航空戦闘軍団(ACC)の所属となっている。
その後も、1998年の砂漠の狐作戦や2001年のアフガニスタン侵攻などにも投入されている。
2009年8月、新設の地球規模攻撃軍団に移管された。